# Biston basanga
Biston basanga is een vlinder uit de familie spanners (Geometridae). De wetenschappelijke naam van deze soort is voor het eerst geldig gepubliceerd in 2005 door Karisch.
De soort komt voor in tropisch Afrika.